# ZX Spectrum
O Sinclair ZX Spectrum foi um dos mais influentes microcomputadores europeus de 8 bits durante a década de 1980. Foi lançado na Inglaterra em 1982 pela companhia Sinclair Research. Em Portugal a sua distribuição começou a ser feita pela Triudus e logo a seguir pela Landry (que foram os primeiros a fornecer manuais em português). No Brasil, a empresa Microdigital produziu o TK-90X, um clone do modelo inglês, e o TK 95, um modelo cuja principal diferença era ser equipado com um teclado semiprofissional (com design claramente inspirado no Commodore Plus/4).
O grande sucesso dos primeiros modelos do Spectrum como uma plataforma de jogos deu-se apesar de sua ausência de conectores de joystick, seu gerador de som primitivo, e suporte a cores otimizado para exibição de texto: as limitações de hardware da plataforma requeriam, dos desenvolvedores de jogos, um nível de criatividade bem particular.
O ZX Spectrum vinha acompanhado com um pacote inicial de software, na forma de uma fita cassete chamada Horizons: Software Starter Pack, que incluía 8 programas: Thro' the Wall (clone do Breakout); Bubblesort; Evolution (um ecossistema de raposas e coelhos); Life (uma implementação de Conway's Game of Life); Draw (um utilitário básico de desenho baseado em objetos); Monte Carlo (uma simulação da rolagem de 2 dados); Character Generator (para edição de gráficos definidos pelo usuário); e Beating of Waves (soma duas ondas senoidais).

## Características básicas

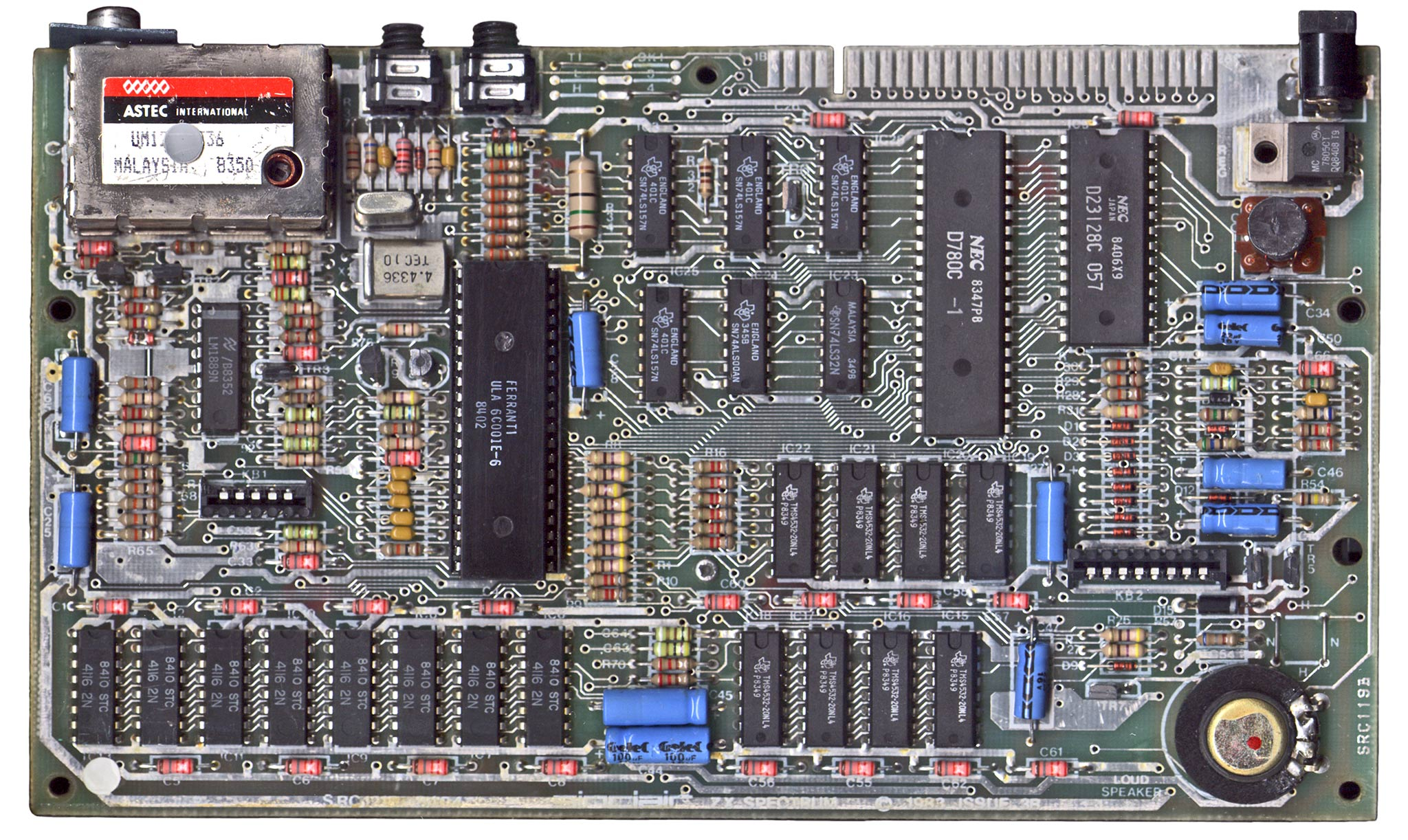
Placa do ZX Spectrum 48K.

Com o nome original de ZX82 a máquina foi rebatizada ZX Spectrum por Sir Clive Sinclair de modo a realçar o facto deste computador produzir imagens a cores em vez do tradicional preto e branco, como acontecia com os computadores anteriores da Sinclair, o ZX80 e o ZX81.
Como era normal nos micros daquela altura, o Spectrum ligava-se a uma televisão mas, ao contrário dos seus antecedentes ZX80 e ZX81, a imagem apresentava uma qualidade muito melhor. No entanto, as primeiras versões (edições 1 e 2) tinham alguns problemas de estabilidade de cor, que tendia a variar à medida que o computador aquecia.
Apesar de hoje nos parecer algo rudimentar, a imagem do Spectrum era praticamente perfeita para ser ligado a uma TV portátil.

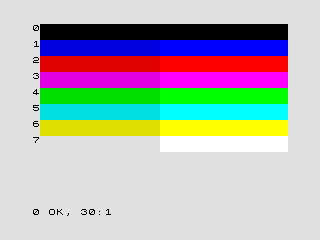
Paleta de cores do ZX Spectrum

O modo de texto do  Spectrum era constituído por 24 linhas de 32 caracteres, que equivalia a uma resolução gráfica de 256 pixéis na horizontal e por 192 pixéis na vertical. O Spectrum podia produzir 15 cores, 8 cores de base, numeradas de 0 a 7. Preto (0), Azul (1), Vermelho (2), Magenta (3), Verde (4), Azul Ciano (5), Amarelo (6) e Branco (7).
A essas oito, juntavam-se mais sete cores, produzidas a partir das cores base mais brilho (BRIGHT); 0 preto BRIGHT era igual à cor base. A imagem gerada pelo Spectrum era guardada em memória logo a seguir ao fim da ROM, ou seja, a partir do byte 16,384. O bitmap ocupava 6 Kbytes (6144) e eram usados mais 768 bytes (32x24) que continham codificada a informação para cor, brilho e flash. Esta estratégia de ter uma resolução de cor diferente da resolução de pixéis conduzia a alguns efeitos bizarros, que eram conhecidos por choque de atributos. Entretanto, esta estratégia foi necessária para acomodar um bitmap de 49152 pontos em 6kB de memória, que de outra forma ocupariam toda a RAM disponível.

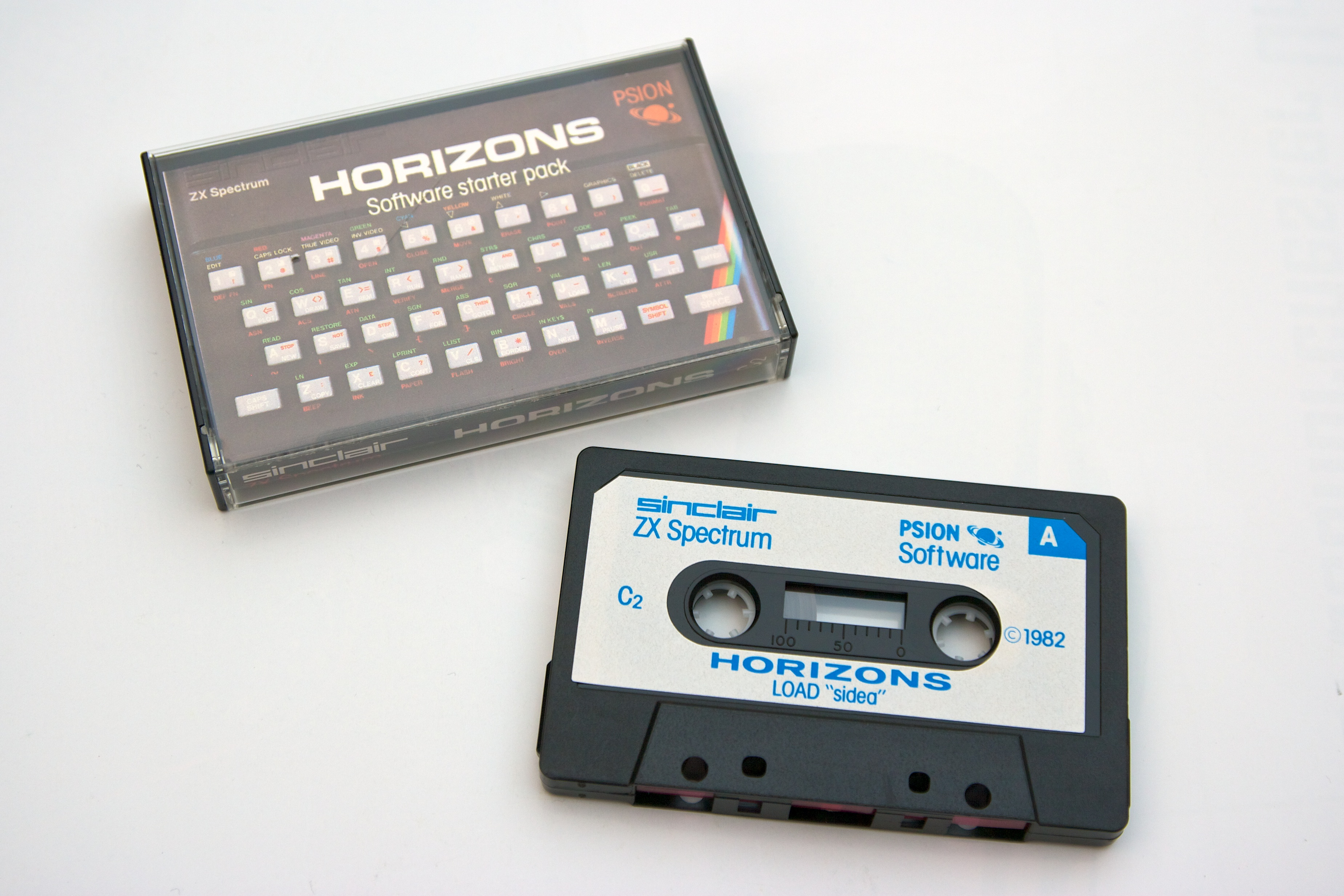
Fita cassete do ZX Spectrum.

Provavelmente o factor mais original do Spectrum era o seu teclado de 40 teclas, composto por uma placa de borracha flexível onde estavam moldadas teclas salientes com um formato muito semelhante ao de uma chiclete, (daí o termo teclado chiclete). Esta placa assentava directamente sobre uma membrana plástica onde existiam pequenas bolhas, cada uma delas com um contacto eléctrico na parte superior e outro na inferior. Quando se carregava numa tecla a bolha era comprimida e os dois contactos tocavam-se. Esta membrana e, principalmente, as fitas que a ligavam à placa do Spectrum, eram algo frágeis e eram responsáveis por quase todas as avarias do Spectrum.
Outra característica única do Spectrum era o facto de cada tecla não ter simplesmente uma letra, símbolo ou número, mas também as palavras chave (keywords) do Sinclair BASIC. Cada tecla, através da utilização de várias teclas de Shift produzia pelo menos 3 palavras-chave, para além dos caracteres maiúsculos e minúsculos. Este aspecto do Spectrum era bastante criticado, mas apenas por aqueles que não tinham muita experiência na sua utilização. Assim, demora o mesmo tempo carregar na tecla T ou escrever RANDOMIZE. O facto de não existirem teclas de cursor separadas (o efeito era obtido com CAPS SHIFT + 5, 6, 7 ou 8) nem tecla de apagar (CAPS SHIFT + 0) eram críticas mais válidas, e que eram resolvidas praticamente em todos os teclados de substituição que foram desenvolvidos para o Spectrum.
Em conjunto com o facto de o Spectrum não ter uma ligação para monitor, este teclado foi um dos factores que mais penalizou o Spectrum relativamente à aceitação num mercado mais profissional.
A ausência da ligação para monitor é algo incompreensível, mesmo considerando que o Spectrum foi desenhado para ser o mais barato possível. Sabendo que os sinais de vídeo necessários até se encontravam presentes no conector de expansão a existência de um plug RCA ou DIN teria custado apenas mais uns cêntimos por computador e produziria uma imagem de qualidade muito superior. Parece que isto demonstra alguma falta de confiança da Sinclair quanto ao futuro que o Spectrum poderia ter fora do mercado doméstico.

## Modelos

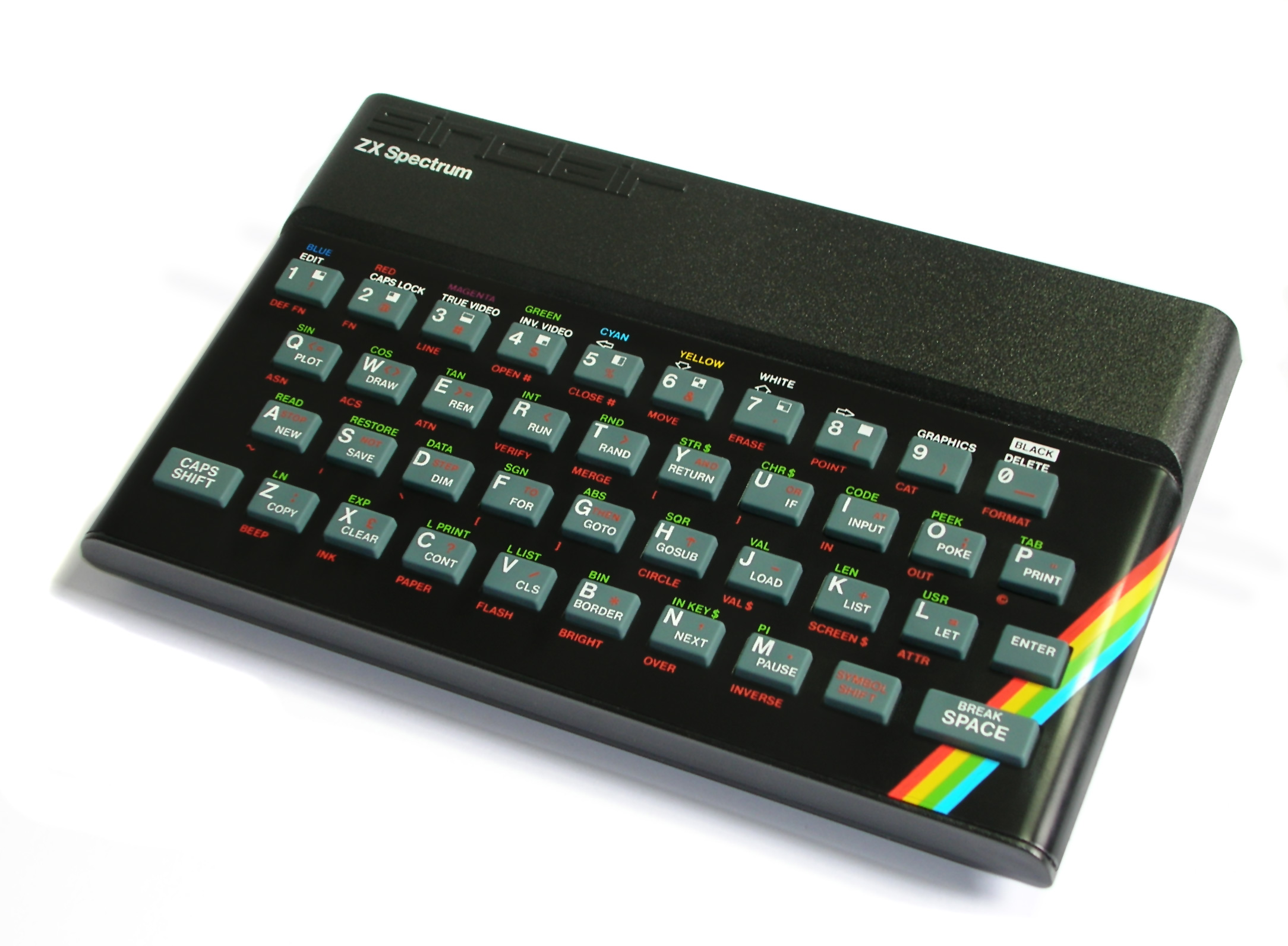
ZX Spectrum 48K.

Para além dos modelos 16K e 48K, a Sinclair Research lançou mais um upgrade para o 48K e mais um modelo de ZX Spectrum.

### ZX Spectrum+

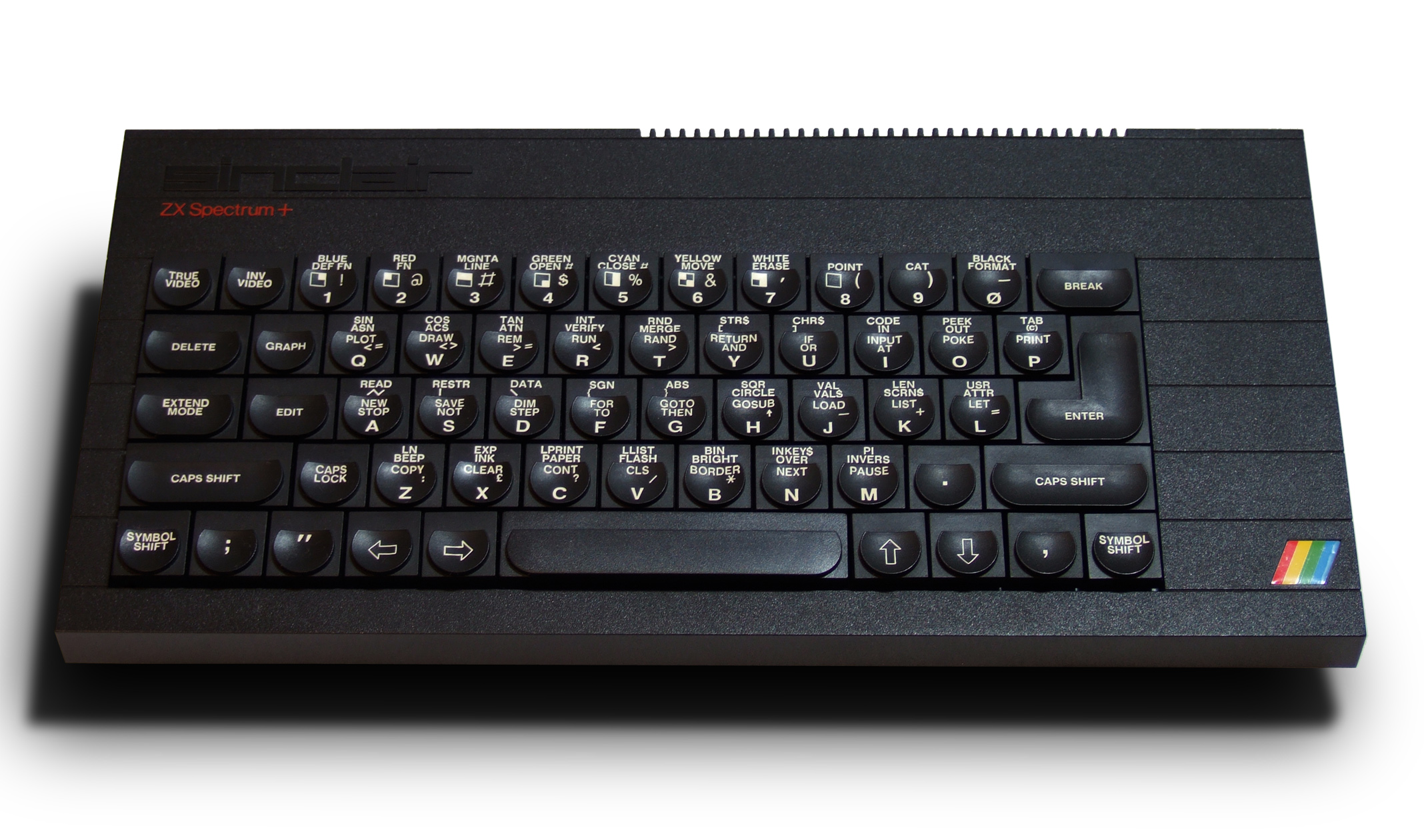
ZX Spectrum+.

O ZX Spectrum+ (1984) era um ZX Spectrum 48K com um teclado de teclas plásticas mais avançado. Tinha uma Barra de Espaços melhor, um Enter de maiores dimensões, teclas para os cursores, teclas para os diversos modos de cursor do Sinclair Basic, tecla para a virgula, ponto, ponto e virgula, aspas e Delete. Esta evolução trazia ainda um botão de reset que se podia soldar conforme as instruções incluídas.

### ZX Spectrum 128

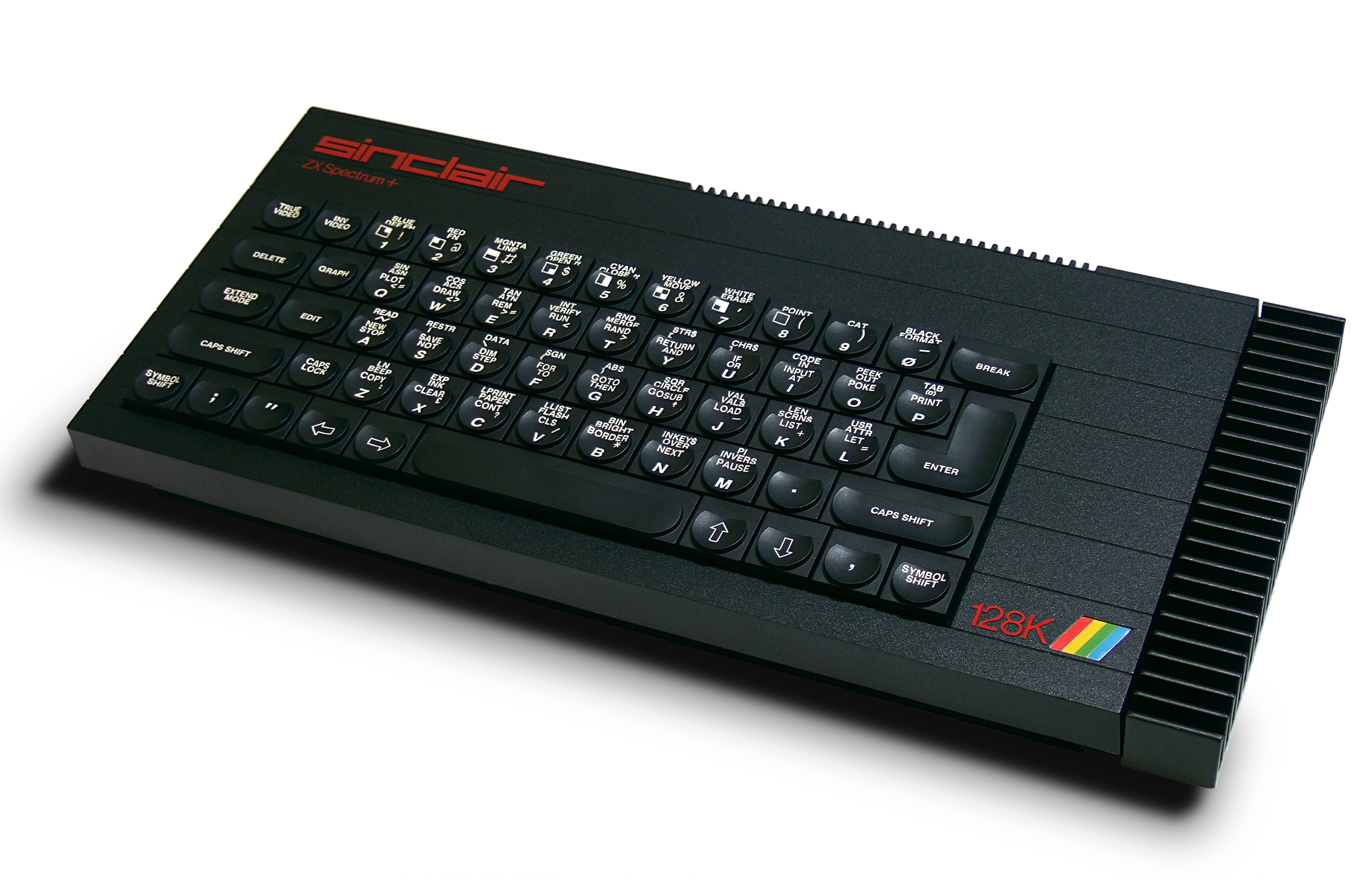
ZX Spectrum 128.

Em 1986, a Sinclair lança no mercado o Sinclair ZX Spectrum 128K que inicialmente estava pensado em ser apenas introduzido em Espanha (foi desenvolvido pela INVESTRONICA, uma empresa espanhola). Este modelo tem o teclado do ZX Spectrum Plus, 128K de RAM pagináveis em blocos de 16K, novas ligações para expansão (Para além da ligação da TV, gravador de cassetes e da fonte de alimentação, este ZX Spectrum ainda tem saída para monitor RGB, ligação para sintetizadores MIDI, porta serial e ligação para um teclado numérico adicional), chip de som (AY-3-8912) e um novo editor Basic chamado 128 BASIC (neste editor tinha que se teclar as keywords letra a letra, por exemplo, para a keyword PRINT tinha que se teclar mesmo PRINT e não a tecla 'p' como anteriormente).
Por causa das novas opções, foi introduzido um menu ao se ligar o Spectrum 128K com as opções de Tape Loader (para carregar um jogo sem se ter que teclar LOAD""), 128 BASIC (para se iniciar o computador no novo editor), Calculator (um modo de calculadora simples), 48 BASIC (para se usar o editor BASIC do Spectrum 48K) e Tape Tester (para se verificar o nível audio do gravador de cassetes).
O 128 BASIC, além do novo editor, tinha também uns extras: controlador MIDI, porta serial, chip de som (também se podia usar no 48 BASIC, mas só através de código maquina) programável através de um novo comando PLAY, um disco de RAM (RAMDISK. os 128K de RAM não estavam totalmente disponíveis para o utilizador, o espaço ocupado pelo RAMDISK era reservado para este. O RAMDISK tinha alocação dinâmica variando de tamanho conforme o conteúdo deste) e um comando SPECTRUM para mudar do editor 128 BASIC para o 48BASIC.
Houve ainda um modelo chamado de Sinclair QL, que poderia ser chamado de "um irmão maior do ZX Spectrum", com 32bits (processador MC68000). Apesar de ser um excelente projeto, tinha algumas falhas de qualidade, de construção e de concepção, e correções e adições à ROM original tinham de ficar num dongle externo. O Sinclair QL foi um fracasso comercial, embora tenha sido uma máquina influente, na medida em que o seu sistema operativo era inovador em termos de capacidades de multi-tarefa. Por exemplo, Linus Torvalds, criador do Linux, teve um Sinclair QL e explorou a fundo as propriedades (e falhas) técnicas desta máquina.

## A Amstrad no mundo ZX Spectrum
Como consequência do falhanço do Sinclair QL e dos prejuízos acumulados com a produção do C5 (um pequeno carro individual movido a electricidade que Sir Clive insistiu em produzir), Sir Clive Sinclair viu-se obrigado a vender a linha de computadores ZX Spectrum à Amstrad, a qual lançou ainda vários modelos do ZX Spectrum 128K:

### ZX Spectrum +2

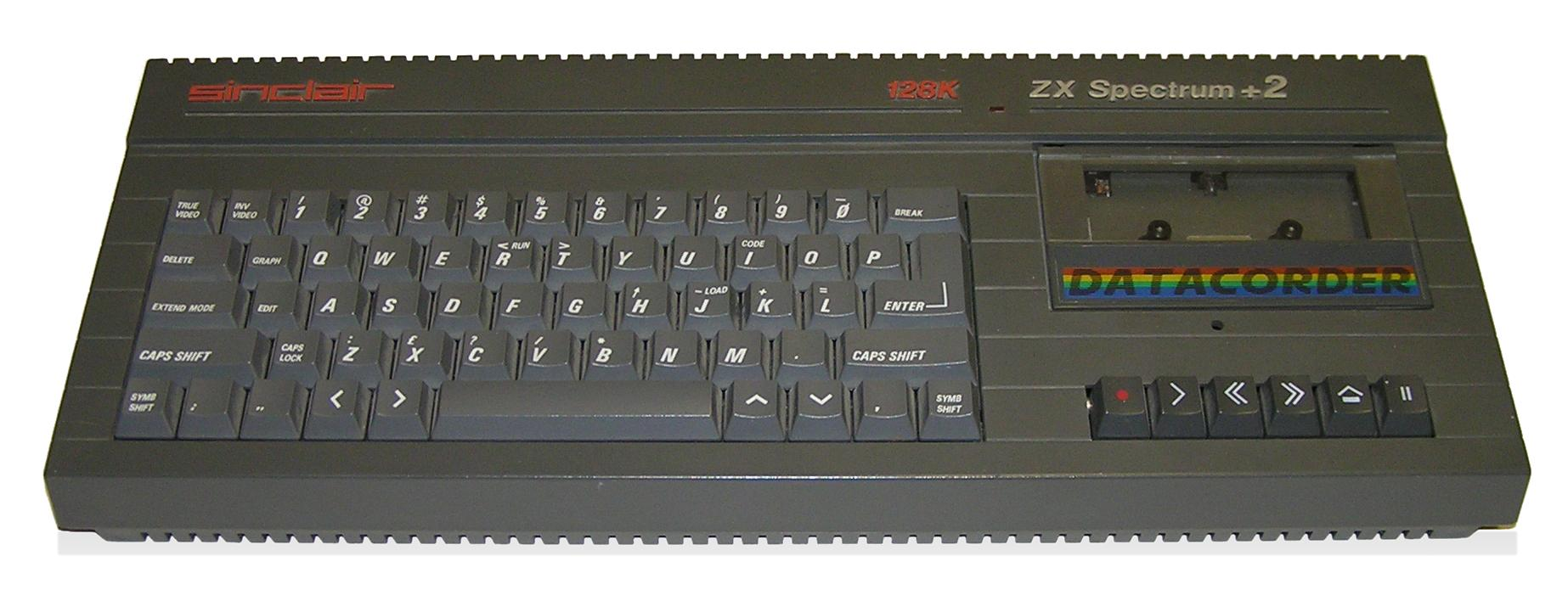
ZX Spectrum +2.

O 1.º foi o ZX Spectrum 128K +2 (1986). Este modelo foi comercializado com um gravador de cassetes incluído no lado direito do teclado e foi o único ZX Spectrum com uma caixa cinzenta. O +2 era muito semelhante ao modelo 128K; no menu foi eliminada a opção de Tape Tester e foram ainda alteradas todas as mensagens de "copyright" na ROM para Amstrad, bem como as portas EAR e MIC antes usadas para a ligação do gravador de cassetes externo. Este facto foi bastante criticado por alguns, porque impedia o uso de um gravador externo em caso de avaria da unidade interna.

### ZX Spectrum 128K +3

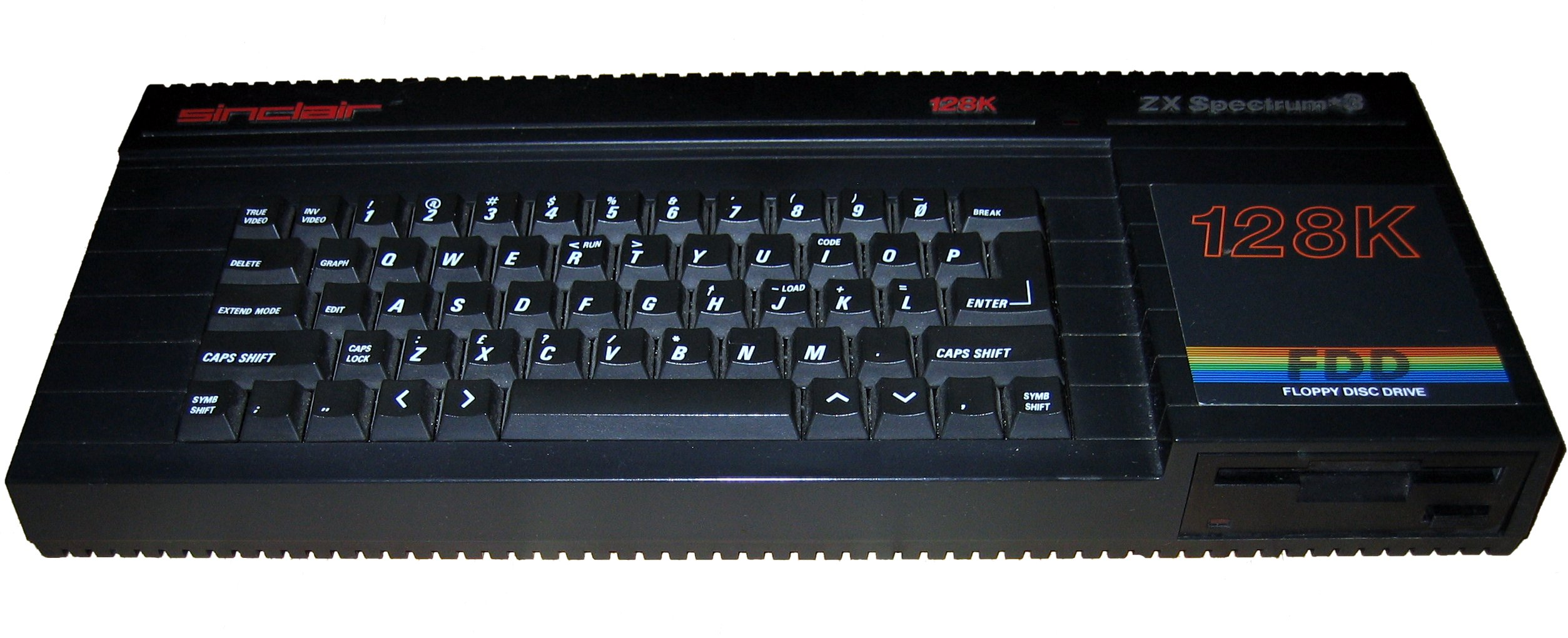
ZX Spectrum 128K +3.

O 2.º modelo foi o ZX Spectrum 128K +3 (1987). Este modelo era um melhoramento do +2. Dispunha de uma drive de disquetes de 3"(discos com 160 Kbytes face única [simples]) em vez do gravador de cassetes e para controlar a drive de disquetes, foi implementado o +3 DOS (Disk Operating System) que era utilizável através do +3 BASIC. O +3 tinha na traseira uma porta Centronics (não standard da própria AMSTRAD e somente compatível com seus micros) para ligação a uma impressora paralela (padrão da  AMSTRAD e somente compatível com seus micros)) e uma porta para ligar um segundo drive de disquetes externa.

### ZX Spectrum 128K +2A/B

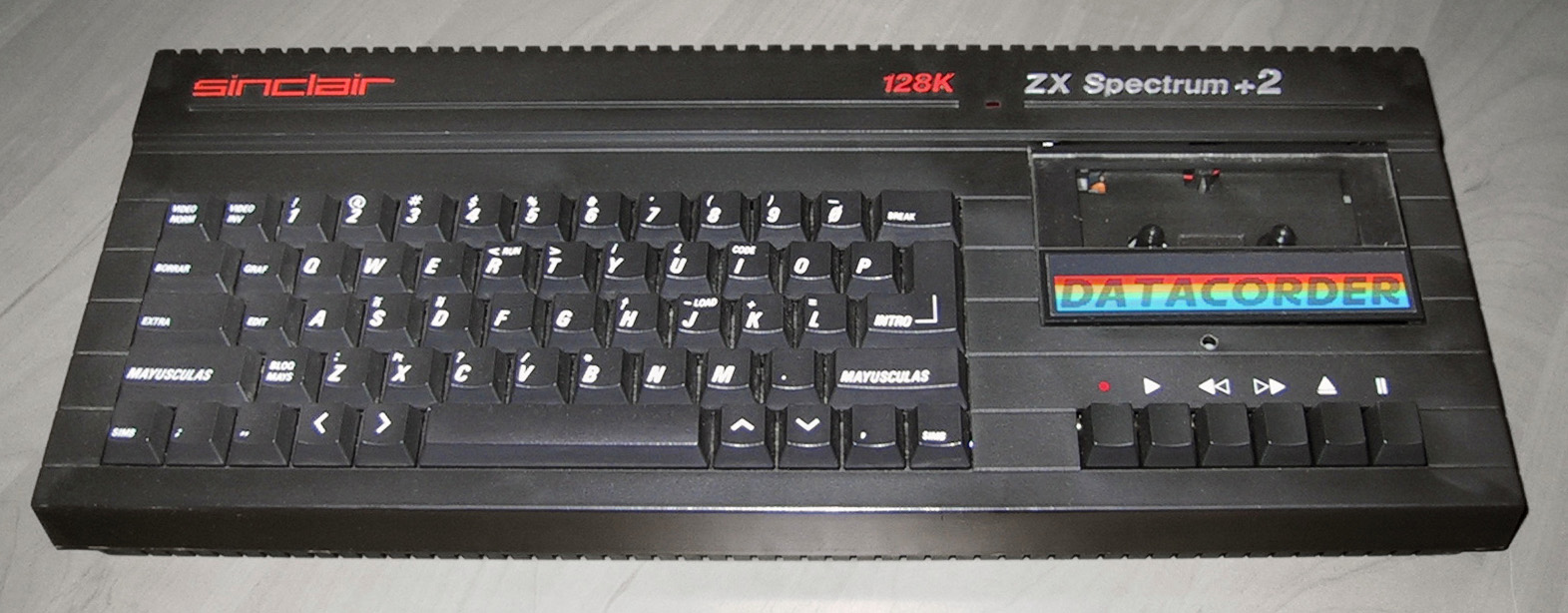
ZX Spectrum 128K +2A/B.

O 3.º modelo foi o ZX Spectrum 128K +2A/B (1987). O +2A tinha algumas diferenças significativas de performance em relação ao +3 uma delas era uma maior compatibilidade de software com o sinclair 48k mas o seu conector EAR não permitia carregar software por esta via, além de que o +2A trazia incorporado o Datacorder (leitor de cassetes) enquanto que o +3 tinha drive de disquetes. E o +2B tinha um upgrade na ROM. Deste modo, o último modelo de Spectrum produzido foi o +2 B e não o +3.

## Periféricos
A Sinclair desenhou e comercializou alguns periféricos para o ZX Spectrum:

### ZX Interface 1

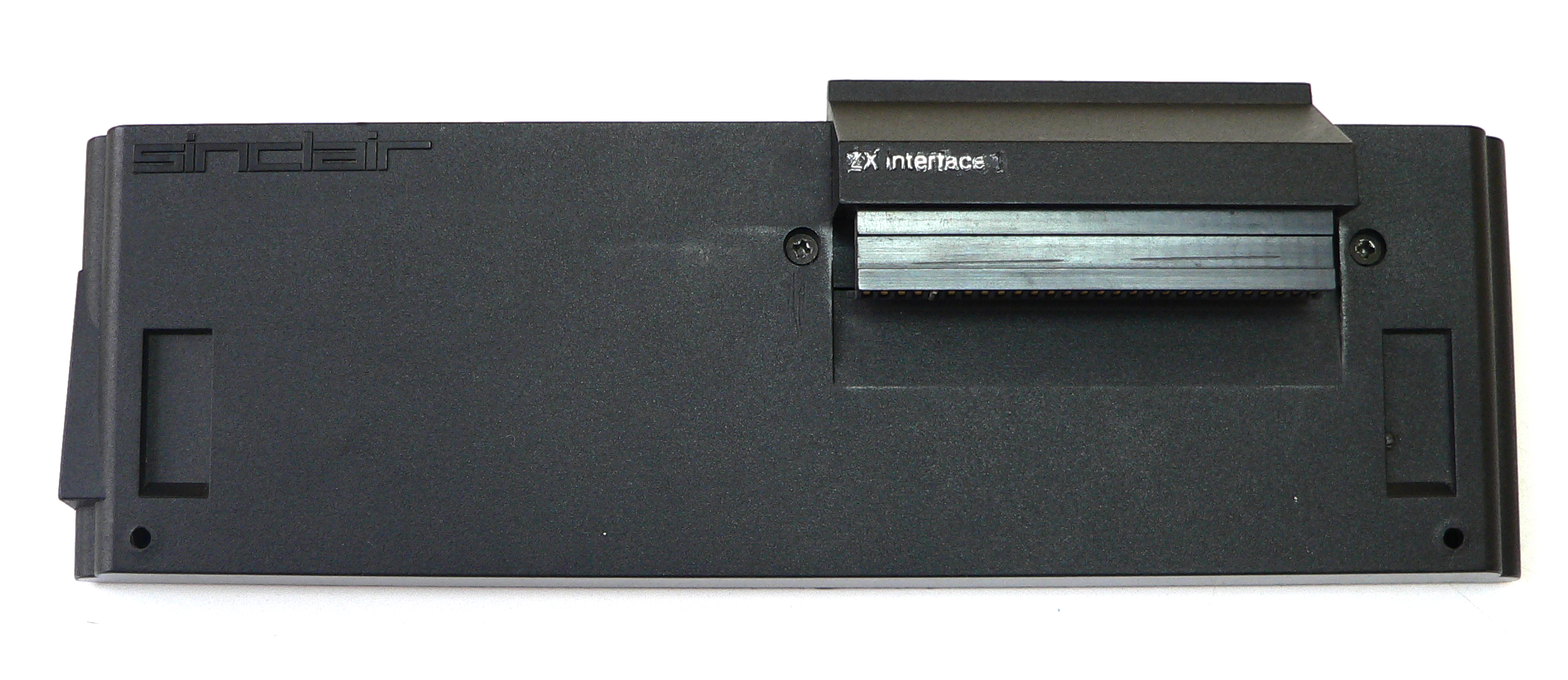
ZX Interface 1.

A função principal deste interface era a ligação dos ZX Microdrives. Adicionalmente tinha uma porta serial RS-232 e duas portas de ligação ao ZX Network. O ZX Network era uma rede "daisy-chain" (cada estação tinha uma porta de entrada e uma de saída onde se ligava o anterior e o próximo computador, respectivamente). As funcionalidades desta rede eram muito mais limitadas que as de uma rede actual; aqui a funcionalidade básica era simplesmente enviar (gravar) um ficheiro num computador da rede. Em termos de software, a Interface 1 modificava significativamente o mapa de memória do ZX Spectrum, pelo que a maior parte dos jogos não funcionavam com este interface ligado, e mesmo programas de escritório tinham normalmente versões específicas para serem usados com o Microdrive (por exemplo, o Tasword).

### ZX Interface 2

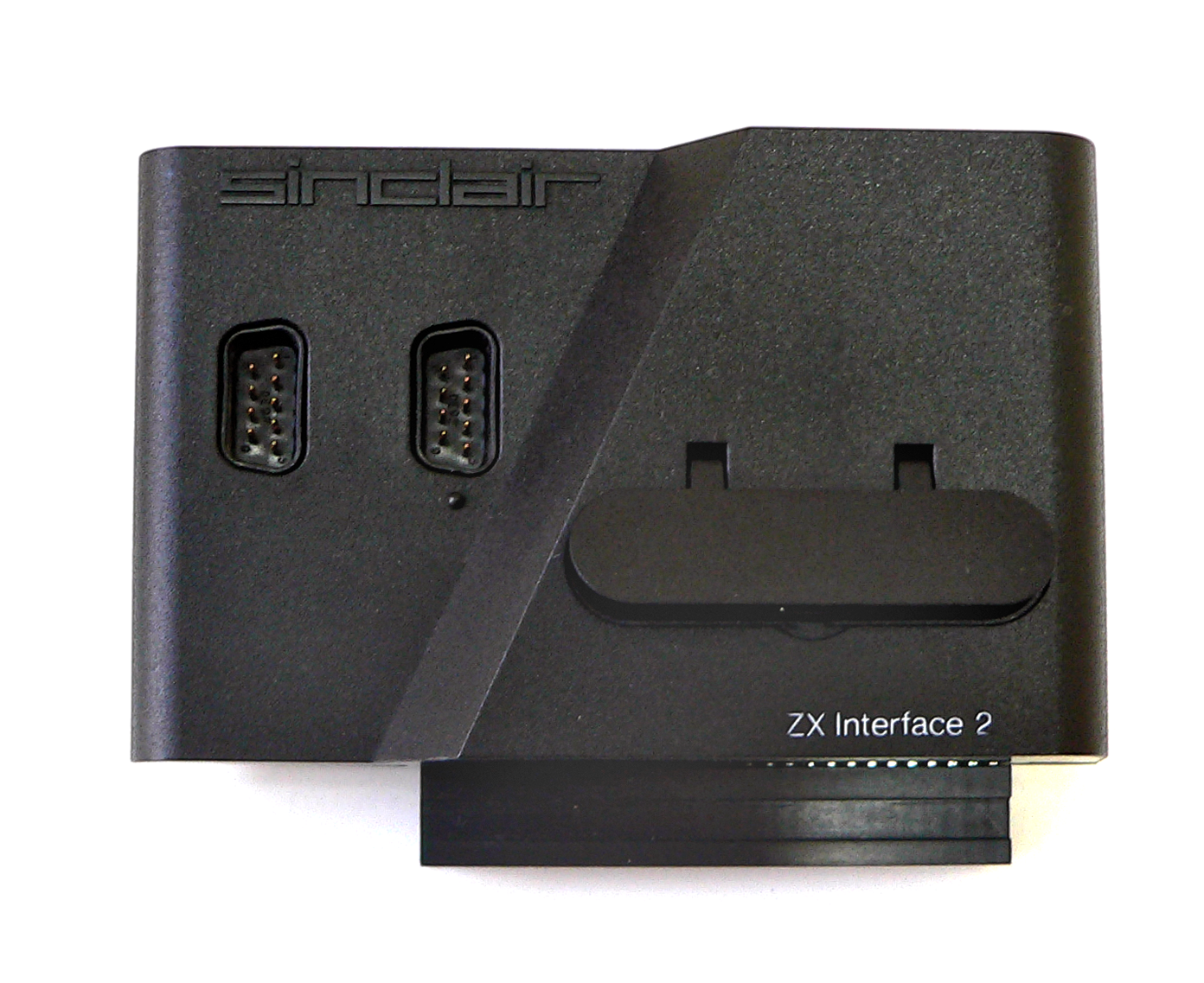
ZX Interface 2.

Interface que permite ligar 2 joysticks e cartuchos com programas/jogos pré-gravados em ROM). A sua grande limitação é que apenas tinha capacidade de mapear sobre a ROM do Spectrum, ficando o "software" limitado a 16 Kbytes, deste modo, muito poucos jogos foram comercializados neste formato, a excepção foram os jogos de 16 Kbytes da Ultimate. Os joysticks não eram compatíveis com o formato Kempston limitando-se a mapear algumas das teclas numéricas (Sinclair 1 com teclas de 1 a 5 [1=esquerda, 2=direita, 3=baixo, 4=cima, 5=tiro] e Sinclair 2 com teclas de 6 ao zero). Em termos de interface de joystick esta foi bem aceita, e a maior parte dos jogos tinham suporte para ela, mas em termos de distribuição de software foi um fracasso completo.

### ZX Printer

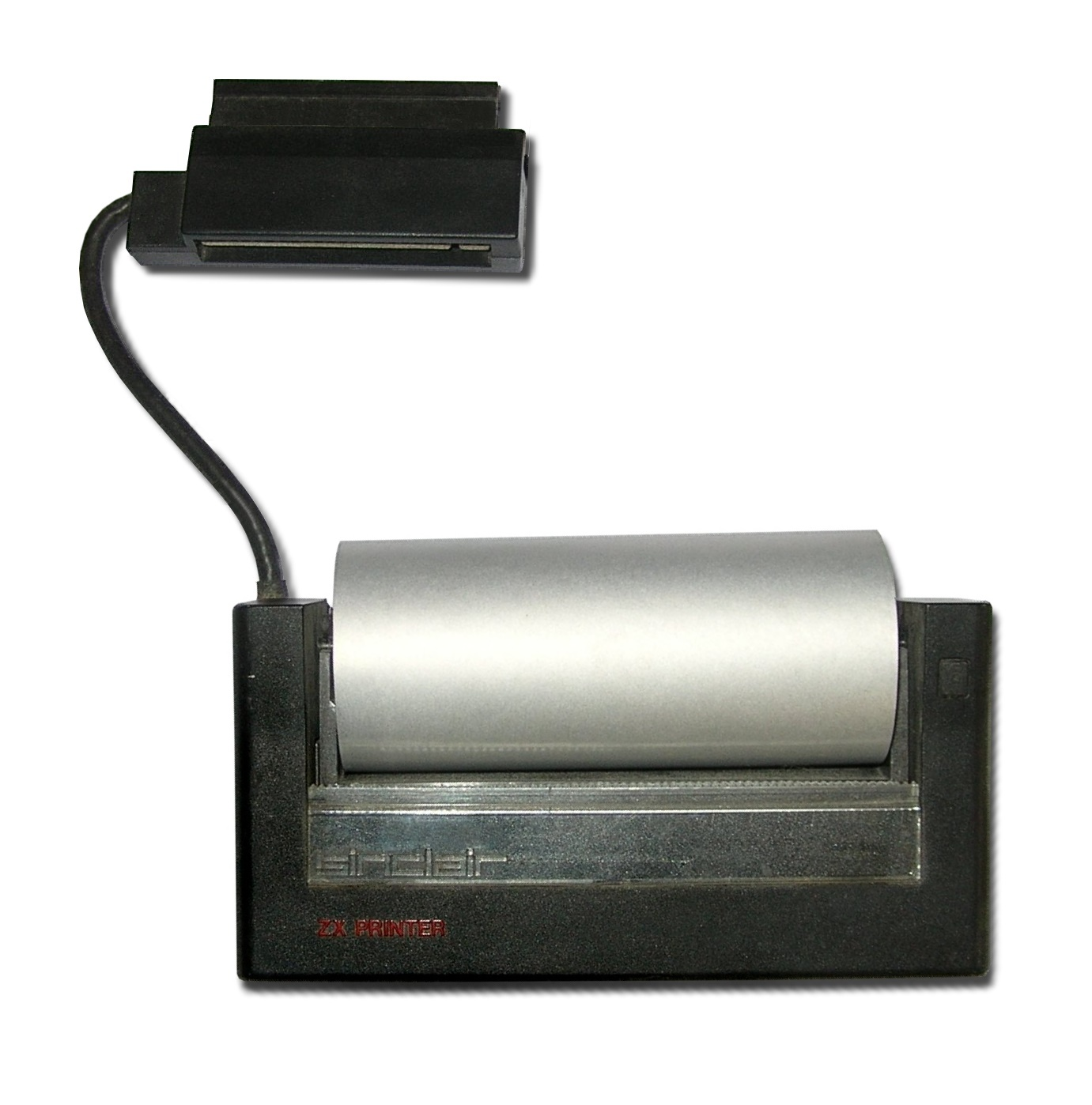
ZX Printer.

Esta impressora utilizava um papel especial revestido em alumínio. A agulha da impressora queima o alumínio deixando um intenso cheiro a queimado. A versão que a Timex Sinclair produziu a TS2040 (também vendida como Alphacom 32 esta sim, compatível também com o Spectrum e o ZX81), específica para o ZX Spectrum (a ZX Printer da Sinclair também funcionava com o ZX-81) usava papel térmico simples (como o dos fax) em vez do papel de alumínio. Era um periférico bastante comum embora o formato não standard do papel a tornasse pouco útil para trabalho normal de escritório.

### ZX Microdrive

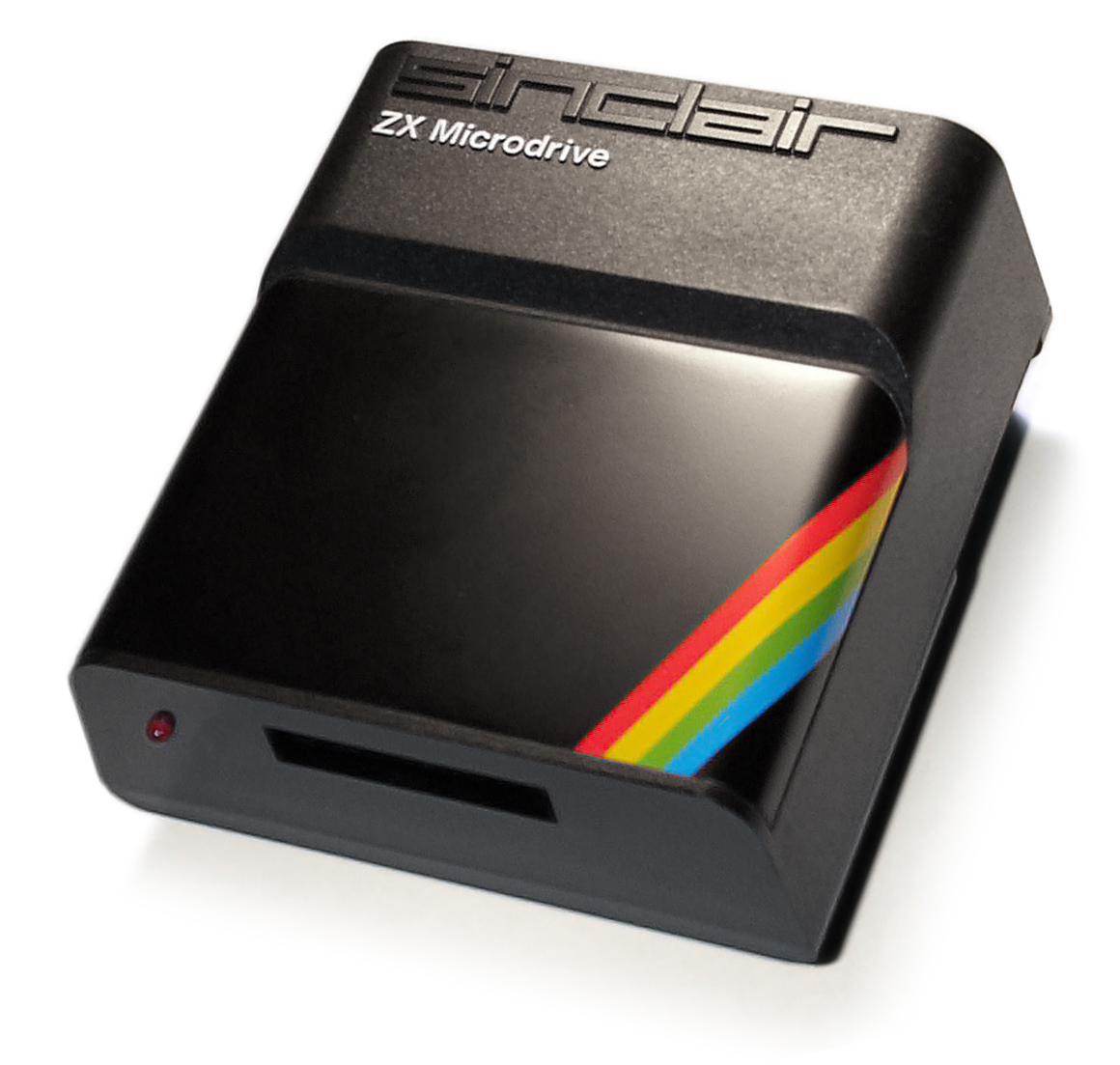
ZX Microdrive.

Drive de fita contínua de alta velocidade. As cassetes de fita continham uma fita magnética semelhante às das cassetes VHS mas muito mais fina e com apenas um carretel. Cada 'cassete'(ou cartucho) tinha em média espaço para cerca de 100 Kbytes. Uma característica curiosa era que ao longo do tempo a capacidade bruta aumentava ligeiramente uma vez que a fita ía esticando, evidentemente que a confiabilidade também diminuía. O alto preço das cassetes e uma confiabilidade que não era muito boa impediu este periférico de se tornar mais popular. A Interface 1 permitia que se ligassem até 8 Microdrives através de uma pequena peça de plástico rígida (conector) que ligava um microdrive ao microdrive seguinte.

### Light Gun
Este periférico foi vendido junto com o Action Pack James Bond que continha um +2A e um jogo do James Bond. Apenas compatível com os modelos 128K.

### Outros periféricos
- Light Pen (DK'Tronics Ltd): Este periférico era semelhante a uma caneta e era usado directamente no ecran do televisor detectando a luz do varrimento da TV e calculando assim a posição da caneta.

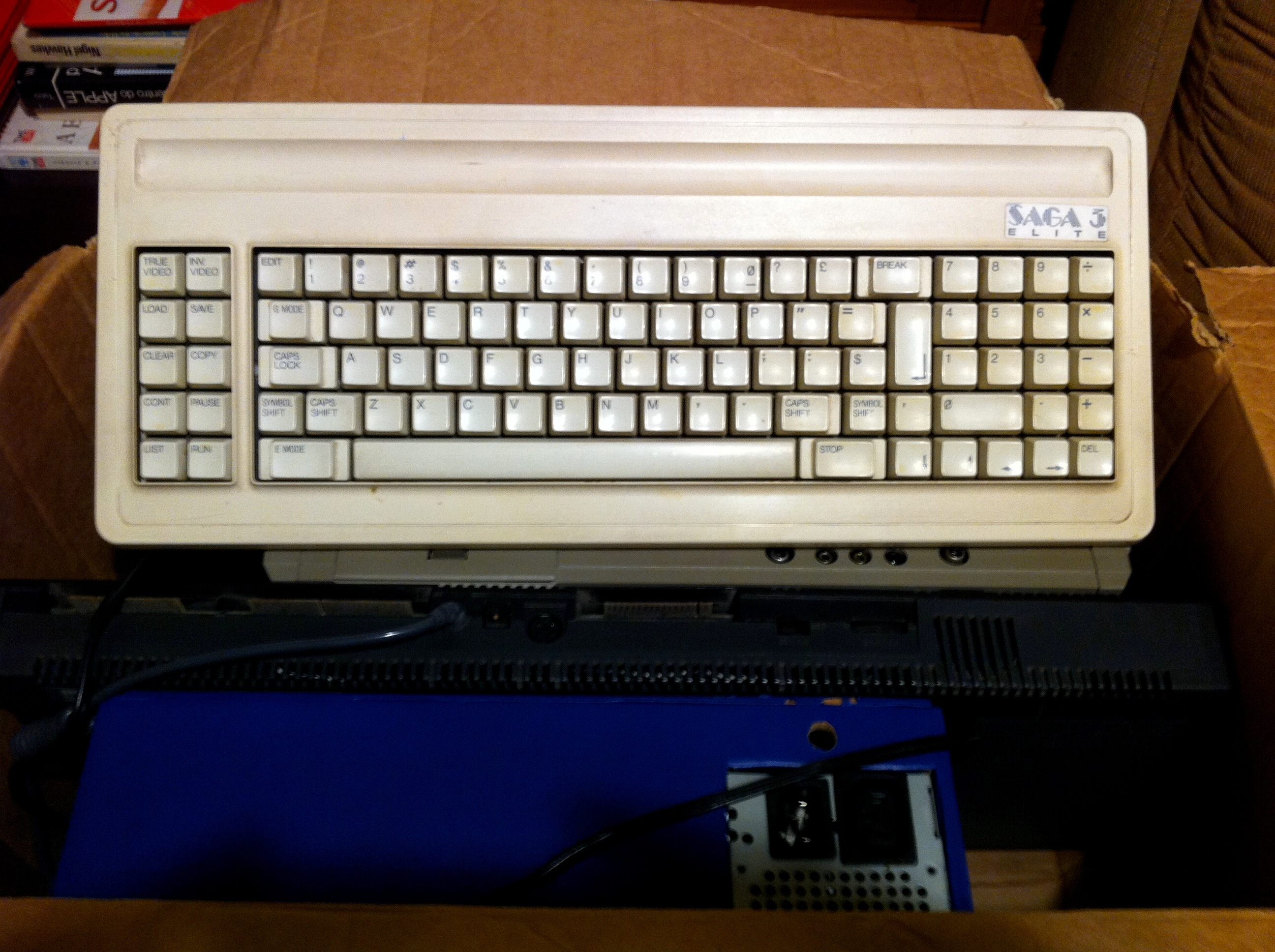
Computador ZX Spectrum 48 Kbytes com teclado Saga 3 Elite

## Museu
Desde 2020 que há um Museu exclusivamente dedicado ao ZX Spectrum e a tudo o que rodeou as empresas Sinclair (e TIMEX, Investrónica e várias outras). Chama-se LOAD ZX Spectrum e encontra-se em Cantanhede, Portugal.

### Em inglês
- (em inglês)-SpectrumGames.net - Jogos do ZX Spectrum
- (em inglês)-World of Spectrum – Sítio mantido por um fã holandês e aprovado oficialmente pela Amstrad; muitos recursos disponíveis para download.
- (em inglês)-GameStage – Projecto Português que tenciona incluir o máximo de software de ZX Spectrum possível.
- (em inglês)-FAQ do Spectrum
- (em inglês)-Planet Sinclair - Páginas sobre o Spectrum no Planet Sinclair
- (em inglês)-Spectrum na ODP
- (em inglês)-old-computers.com - Página sobre o Spectrum
- (em inglês)-Revista eletrônica ZXF
- (em inglês)-Assembly Incompleta da ROM do Spectrum ROM e listagem atual de assembly

### Em português
- Clube do TK90X - Website Brasileiro inteiramente dedicado ao TK90X (Spectrum)
- Lista de Discussão TK90X/95 - Lista de discussão sobre o TK90X/95/Spectrum em português
- Universo Spectrum - Website Português inteiramente dedicado ao Spectrum
- UltraTech RetroGaming Web - Portal Português sobre Spectrum (Portal, Forum, acesso WAP)
- Emuladores para download e on line
- Spectrum 48 no Clube Old Bits
- ZX Spectrum: O micro dos micros - Matéria publicada na Micro Sistemas, Setembro de 1985.
- ZX Spectrum 48 e Jogos- Blog de Computadores Zx Spectrum

### Sítio russo sobre o Spectrum
- ZX Spectrum Demos (3000!)& Games (5000), Ftp Arhive Speccy Collections